# Lujuria
Lujuria est un groupe de heavy metal espagnol, originaire de Ségovie, dans la province de Castilla y León. Il est formé en 1993 par cinq membres considérant leur style musical de « heavy erotic metal ».
La plupart de leurs paroles parlent de sexe, tantôt sérieusement, tantôt sur un ton humoristique. Cependant, Lujuria n'hésite pas à s'engager sérieusement dans toutes sortes de causes sociales.
Ils s'engagent notamment dans l'Asociación de Asistencia a Víctimas de Agresiones Sexuales y Malos Tratos en publiant le single Espinas en el corazón. Ils reversent à l'association tous les droits d'auteur de ce single afin d'affirmer qu'ils l'avaient composé sans motif lucratif.

## Biographie
Le groupe se forme en 1990 dans la ville espagnole de Ségovie, avec l'ambition de changer les codes du Heavy Metal national. Dans ce but, il s'appuie sur des rythmes puissants associés à des textes à contenu sexuel. Le nom du groupe est explicite : Lujuria, qui se traduit par «Luxure».
Les membres fondateurs viennent d'autres groupes sévillans, comme TYC, Dotación Z ou Ácido. En 1990, ils sont rejoints par le chanteur Óscar Sancho, le guitariste Jesús Sanz «Chepas», le bassiste Javier Gallardo et le batteur César Frutos «El Oso». Lujuria définit son style comme «Heavy Erotic Metal».
Leur troisième maquette, «Estrellas del Porno», permet au groupe de participer à un concert émouvant en hommage à «La Abuela Roquera», Ángeles Rodríguez Hidalgo, dans la mythique salle de concert Canciller de Madrid, au milieu d'autres groupes de rock mieux établis. Cette salle de concert est tristement devenue aujourd'hui un supermarché.

## Membres

### Membres actuels
- Manuel Seoane - guitare solo
- Jesús Sanz (Chepas) - guitare rythmique
- Santi Hernández - basse
- Óscar Sancho - chant
- Ricardo Mínguez - claviers

### Anciens membres
- Javier Gallardo - basse (1993-2014)[1]
- Julio Herranz (Julito) - guitare rythmique
- Nuria de la Cruz - claviers
- César de Frutos (El Oso) - batterie
- Fer - batterie
- Maikel - batterie

## Discographie

### Albums studio
- 1995 : Cuentos para mayores
- 1997 : República popular del coito
- 1999 : Sin parar de pecar
- 2001 : Enemigos de la castidad
- 2003 : El Poder del deseo
- 2006 : ...Y la yesca arderá
- 2008 : Licantrofilia
- 2010 : Llama eterna
- 2012 : Sexurreccion
- 2015 : Esta noche manda mi polla
- 2018 : Somos Belial

### Single
- 2015 : Esta noche manda mi polla